# Lunzer See
Lunzer See är en sjö i Österrike.   Den ligger i förbundslandet Niederösterreich, i den östra delen av landet, 110 km väster om huvudstaden Wien. Lunzer See ligger 688 meter över havet.
I omgivningarna runt Lunzer See växer i huvudsak blandskog. Runt Lunzer See är det ganska glesbefolkat, med 40 invånare per kvadratkilometer.